# 罗日杰斯特韦诺农村居民点 (伊万诺沃州)
罗日杰斯特韦诺农村居民点（俄语：Рождественское сельское поселение）是俄罗斯联邦伊万诺沃州普里沃尔日斯克区所属的一个农村居民点。其下辖有18个居民点，行政中心为罗日杰斯特韦诺。据2016年统计，该农村居民点的人口为866人。